# Хордовое кольцо Москвы
«Хордовое кольцо» Москвы представляет собой строящуюся кольцевую магистраль между Третьим транспортным кольцом (ТТК) и Московской кольцевой автомобильной дорогой (МКАД), сформированную из четырёх отдельных хорд и рокад: Северо-Восточной, Северо-Западной и Юго-Восточной хорд, а также Южной рокады. В настоящее время отдельные участки хордового кольца готовы, другие — находятся в фазе проектирования и активного строительства.

## История реализации проекта
Кольцевую дорогу между ТТК и МКАД планировалось построить ещё при мэре Юрии Лужкове. В 2002 году был предложен проект Четвёртого транспортного кольца и вскоре началась его реализация. В декабре 2009 года были открыты для движения вспомогательные дороги участка ЧТК от Щёлковского шоссе до Измайловского шоссе. Однако в дальнейшем из-за чрезвычайной дороговизны проекта от него решено было отказаться. При мэре Сергее Собянине идею такой кольцевой дороги было решено реализовать в виде строительства отдельных хордовых магистралей, образующих так называемое большое хордовое кольцо. В последующие годы проект активно реализовывался. В феврале 2019 года на заседании коллегии стройкомплекса заммэра по строительству Марат Хуснуллин сообщил, что сроки ввода хордового кольца были сдвинуты на 2024 год. Чуть позднее стало известно, что находящаяся в собственности правительства Москвы инжиниринговая компания «Мосинжпроект» станет единым оператором строительства оставшихся на тот момент участков новой кольцевой дороги в Москве. 16 февраля было издано соответствующее распоряжение Правительства России № 230-р, определяющее «Мосинжпроект» единственным исполнителем осуществляемых в 2019—2020 годах закупок работ и услуг, связанных с проектированием и строительством Северо-Восточной и Юго-Восточной хорд, а также Южной рокады. Как сообщалось, данное решение было принято по согласованию с президентом России Владимиром Путиным, чтобы ускорить строительство с учётом больших масштабов проекта, минуя тендеры и конкурсы.

## Характеристики магистрали
Хордовое кольцо Москвы будет образовано из трёх хорд и рокады. По словам Марата Хуснуллина, его протяжённость составит 133 км с учётом подъездных путей и выходов на вылетные магистрали, что в свою очередь сопоставимо с МКАД длиной 109 км и в три раза больше ТТК, протяжённость которого составляет 35 км. На хордовом кольце запланировано 150 мостов, тоннелей и эстакад. Общая стоимость проекта оценивается в 630 млрд рублей.